# رمسن (آیووا)
رمسن (به انگلیسی: Remsen) شهری در ایالت آیووا کشور ایالات متحده آمریکا است که جمعیت آن در سرشماری سال ۲۰۱۰ میلادی، ۱٬۶۶۳ نفر بوده‌است.